# Asociación Panamericana de Atletismo
La Asociación Panamericana de Atletismo (APA, en inglés: Association of Panamerican Athletics), es una confederación regional que dirige a los órganos de gobierno nacionales y federaciones multinacionales en América del Norte, Central y Sur y el Caribe, en sustitución de la Comisión Panamericana de Atletismo. La APA fue fundada el 28 de octubre de 2011, durante los XVI Juegos Panamericanos en Guadalajara, Jalisco, México. El presidente inaugural fue Víctor López de Puerto Rico, expresidente de la Confederación Centroamericana y del Caribe de Atletismo.
Su objetivo consiste en organizar competencias atléticas entre los afiliados de la Asociación Internacional de Federaciones de Atletismo (en inglés: International Association of Athletics Federations o IAAF), los cuales son miembros de la Asociación de Atletismo de Norteamérica, Centroamérica y el Caribe (NACAC) y de la Confederación Sudamericana de Atletismo (ConSudAtle).

## Campeonatos
La Asociación Panamericana de Atletismo organiza los siguientes campeonatos y copas:
- Campeonato Panamericano Juvenil de Atletismo[3]
- Campeonato Panamericano de Atletismo Sub-20[4]
- Copa Panamericana de Cross Country
- Copa Panamericana de Marcha Atlética[5]
- Copa Panamericana de Pruebas Combinadas[6]

## Asociaciones miembros
Conforme con su constitución, la Asociación Panamericana de Atletismo está conformada por las federaciones integrantes de la Asociación Internacional de Federaciones de Atletismo (IAAF), que son miembros afiliados de la Asociación de Atletismo de Norteamérica, Centroamérica y el Caribe (NACAC), y de la Confederación Sudamericana de Atletismo (CONSUDATLE), conforme a lo ratificado por la IAAF.
| País                                 | Organización                                                           | Siglas        | Fundación | Sede                | Afiliación regional |
| ------------------------------------ | ---------------------------------------------------------------------- | ------------- | --------- | ------------------- | ------------------- |
| Anguila                              | Federación Atlética Amateur de Anguila                                 | AAAF          | 1978      | The Valley          | NACAC               |
| Antigua y Barbuda                    | Antigua & Barbuda Athletic Association                                 | ABAA          | 1960      | Saint John          | NACAC               |
| Argentina                            | Confederación Argentina de Atletismo                                   | CADA          | 1954      | Santa Fe            | CONSUDATLE          |
| Aruba                                | Arubaanse Atletiek Bond                                                | AAB           | 1963      | Oranjestad          | NACAC               |
| Bahamas                              | Bahamas Association of Athletic Associations                           | BAAA          | 1952      | Nasáu               | NACAC               |
| Barbados                             | Athletics Association of Barbados                                      | AAB           | 1947      | Saint Michael       | NACAC               |
| Belice                               | Belize Amateur Athletic Association                                    | BAA           | 1956      | Ciudad de Belice    | NACAC               |
| Bermudas                             | Bermuda National Athletics Association                                 | BNAA          | 1946      | Hamilton            | NACAC               |
| Bolivia                              | Federación Atlética de Bolivia                                         | FAB           | 1929      | La Paz              | CONSUDATLE          |
| Brasil                               | Confederação Brasileira de Atletismo                                   | CBAt          | 1977      | São Paulo           | CONSUDATLE          |
| Islas Vírgenes Británicas            | British Virgin Islands Athletics Association                           | BVIAA         | 1970      | Road Town           | NACAC               |
| Canadá                               | Athletics Canada                                                       | AC            | 1884      | Ottawa              | NACAC               |
| Islas Caimán                         | Cayman Islands Athletic Association                                    | CIAA          | 1980      | George Town         | NACAC               |
| Chile                                | Federación Atlética de Chile                                           | FEDACHI       | 1914      | Santiago de Chile   | CONSUDATLE          |
| Colombia                             | Federación Colombiana de Atletismo                                     | FECODATLE     | 1937      | Bogotá              | CONSUDATLE          |
| Costa Rica                           | Federación Costarricense de Atletismo                                  | FECOA         | 1960      | San José            | NACAC               |
| Cuba                                 | Federación Cubana de Atletismo                                         | FCA           | 1922      | La Habana           | NACAC               |
| Dominica                             | Dominica Amateur Athletic Association                                  | DAAA          | 1985      | Roseau              | NACAC               |
| República Dominicana                 | Federación Dominicana de Asociaciones de Atletismo                     | FDAA          | 1953      | Santo Domingo       | NACAC               |
| Ecuador                              | Federación Ecuatoriana de Atletismo                                    | FEA           |           | Cuenca              | CONSUDATLE          |
| El Salvador                          | Federación Salvadoreña de Atletismo                                    | FEDEATLETISMO | 1943      | San Salvador        | NACAC               |
| Granada                              | Grenada Athletic Association                                           | GAA           | 1924      | Saint George        | NACAC               |
| Guatemala                            | Federación Nacional de Atletismo de Guatemala                          | FNA           | 1945      | Ciudad de Guatemala | NACAC               |
| Guyana                               | Athletics Association of Guyana                                        | AAG           | 1948      |                     | CONSUDATLE          |
| Haití                                | Fédération Haïtienne d'Athlétisme Amateur                              | FHAA          | 1969      | Pétion-Ville        | NACAC               |
| Honduras                             | Federación Nacional Hondureña de Atletismo                             | FENHATLE      | 1951      | Tegucigalpa         | NACAC               |
| Jamaica                              | Jamaica Athletics Administrative Association                           | JAAA          | 1932      | Kingston            | NACAC               |
| México                               | Federación Mexicana de Asociaciones de Atletismo                       | FMAA          | 1925      | Iztacalco           | NACAC               |
| Montserrat                           | Montserrat Amateur Athletic Association                                | MAAA          | 1971      | Brades              | NACAC               |
| Nicaragua                            | Federación Nicaragüense de Atletismo                                   | FNA           | 1954      | Managua             | NACAC               |
| Panamá                               | Federación Panameña de Atletismo                                       | FEPAT         | 1945      | Panamá              | CONSUDATLE          |
| Paraguay                             | Federación Paraguaya de Atletismo                                      | FPA           | 1947      | Asunción            | CONSUDATLE          |
| Perú                                 | Federación Peruana de Atletismo                                        | FDPA          | 1927      | San Luis, Lima      | CONSUDATLE          |
| Puerto Rico                          | Federación de Atletismo de Puerto Rico                                 | FAPUR         | 1947      | Bayamón             | NACAC               |
| San Cristóbal y Nieves               | Saint Kitts & Nevis Amateur Athletic Association                       | SKNAAA        | 1961      | Basseterre          | NACAC               |
| Santa Lucía                          | Saint Lucia Athletics Association                                      | SLAA          | 1977      | Castries            | NACAC               |
| San Vicente y las Granadinas         | Team Athletics Saint Vincent & The Grenadines                          | TASVG         | 1943      | Kingstown           | NACAC               |
| Surinam                              | Surinaamse Atletiek Bond                                               | SAB           | 1948      |                     | CONSUDATLE          |
| Trinidad y Tobago                    | National Association of Athletics Administrations of Trinidad & Tobago | NAAATT        | 1945      | Port-of-Spain       | NACAC               |
| Islas Turcas y Caicos                | Turks & Caicos Islands Amateur Athletic Association                    | TCIAAA        | 1977      | Isla Gran Turca     | NACAC               |
| Estados Unidos                       | USA Track & Field                                                      | USATF         | 1979      | Indianápolis        | NACAC               |
| Islas Vírgenes de los Estados Unidos | Virgin Islands Track & Field Federation                                | VITFF         | 1963      | Christiansted       | NACAC               |
| Uruguay                              | Confederación Atlética del Uruguay                                     | CAU           | 1918      | Montevideo          | CONSUDATLE          |
| Venezuela                            | Federación Venezolana de Atletismo                                     | FVA           | 1948      | Caracas             | CONSUDATLE          |